# Дедал (Зоряна брама)
«Дедал» (англ. Daedalus) - вигаданий космічний корабель в науково-фантастичних телесеріалах «Зоряна брама: SG-1» і «Зоряна брама: Атлантида».

## Огляд
BC-304 лінійний крейсер класу «Дедал» - бойовий крейсер, був заснований на дизайні «Прометея», але використовує нові технології, включаючи технології азгардів. Після успішних випробувань, були створені ще кілька кораблів: «Одісей», «Корольов», «Аполлон», «Генерал Хаммонд» і «Сунь-Цзи» причому «Корольов» був знищений у великій битві з кораблями Орай. Нові технології в кораблях цього класу: електромагнітні гармати, енергощити, променевий телепорт, що обслуговуються інженерами-азгардами) і гіпердвигун. До звичайних ракет були додані ядерні, поліпшені за допомогою наквади. Незважаючи на протести азгардів, телепорт був перероблий для закидання ядерних боєголовок прямо на борт ворожого корабля. Крім того, у цих кораблів були розширені ангари для носіння більшої кількості F-302. Пізніше азгарди встановили на кораблі плазмово-променеві гармати, що дозволяють знищити майже будь-який корабель.
- Місток Дедала трохи оновили з часів Прометея, але в основному все залишилося колишнім. «Лобове скло» ширше, що дозволяє співробітника спостерігати обстановку бою і пропонувати варіанти подальших дій. Навпроти вікна розташовано 3 крісла: посередині сидить капітан, по праву руку від нього - керуючий зброєю, по ліву - рульовий. За спинами вище перерахованих людей розташовується навігаційна панель (для Дедала зелена).

- В інженерному відсіку розташовані всі системи управління кораблем - комп'ютер азгардів, системи діагностики і т.д. Одночасно у відсіку можуть знаходиться більше десятка осіб, які можуть виконувати різну роботу, при цьому, абсолютно не заважаючи один одному.

- Дедал обладнаний двома ангарами для винищувачів і човників. Зазвичай їх використовують F-302, хоча при необхідності в них можуть сідати й інші кораблі. Комплект винищувачів становить 16 штук. Також кожен з ангарів обладнаний власним міні-щитом, що дозволяє злітати і сідати винищувачам без втрати атмосфери в ангарі.

## Дизайн і конструкція
Земні кораблі відрізняються своїм внутрішнім освітленням, особливо освітленням тактичної карти позаду крісла командувача. На «Дедала», «Одіссеї», «Корольові» і «Аполлоні» вони були зелена, помаранчева, фіолетова і синя відповідно, в «Дедала» з іншого всесвіту вона помаранчева. На «Феніксі» (який в наш час[коли?] перейменований в «Хамонд» і знаходиться під командуванням Картер) карта замінена консоллю азгардів.

Дедал в дії

Для нових кораблів азгарди надали потужніший щит (синій) і променеві телепорти (на «Прометеї» була вкрадена технологія). Також були встановлені комп'ютери азгардів, гоа'улдів і древніх, таким чином, на роботу корабля перестали впливати ЕМІ.
Пізніше був установлений міжгалактичний гіпердвигун азгардів, що здатен подолати відстань між Землею і Атлантісом всього за 18 днів (якщо приєднати до двигуна МНТ, то через 4).
Незважаючи на слабкість озброєння, кораблі могли протистояти ха'такам і вуликам в бою один на один.
Після отримання землянами всіх технологій азгардів на кораблі були встановлені поліпшені щити (білі), плазмово-променеві гармати (для максимальної ефективності яких потрібен МНТ) і ядро азгардів.
З новими системами кораблі могли протистояти кораблям Орай і древніх в бою один на один. Також один земний корабель міг знищити цілий флот рейфів (крім хіба що супер-вулика, якому наносилися незначні пошкодження).

## Технології
Всі лінійні крейсери класу «Дедал» обладнані величезною кількістю технологічних розробок інопланетних рас. Більшість технологій були надані Азгардами, що допомогло зробити 304-ті досить потужними кораблями, які можуть змагатися з кораблями інших рас. На відміну від його попередника, 303-го, він же «Прометей», нові судна класу «Дедал» мали безліч істотних переваг, наприклад технології інопланетних рас.

### Осовні системи

#### Комп'ютерне ядро Азгардів
Комп'ютерне ядро Азгардів - це база даних Азгардів, що містить всі дослідження, знання й історію цієї раси. Комп'ютерне ядро включає діалогові голограми кожного Азгарда, технології розширення часу, і незалежне джерело енергії, що живить ядро. Швидше за все ці функції лише «верхівка айсберга», оскільки Азгарди були неймовірно розумною і технологічно розвинутою цивілізацією. Азгарди передали цю технорлогію Тау'рі перед тим як вчинити масове самогубство в 2007 році. Комп'ютерне ядро було встановлено, швидше за все, тільки на флагман Землі «Одіссей».
Невідомо, чи було комп'ютерне ядро встановлено на інші кораблі цього класу, хоча на «Феніксі» («Джордж Хаммонд» з альтернативної реальності) було встановлено ядро.
Комп'ютерне ядро має пристрій матеріалізації голограм, що дозволило Джеймсу Мерріка відтворити живого реплікатора, для боротьби з Орай в їх рідній галактиці.
Комп'ютерне ядро Азгардів - це спадщина залишена Азгардами, щоб галактика пам'ятала про них.

#### Сенсори
304-ті обладнані сенсорами далекого радіусу, розташовані поряд з іншими пристроями зв'язку, включаючи сенсор Азгардів, розташований на верхівці містка корабля. Є також сенсори, розташовані в носовій секції корабля. Ці датчики високотехнологічні, оскільки вони можуть точно визначити ознаки життя на великих відстанях. Також ці сенсори служать для прицілювання транспортера Азгардів.

### Оборонні та наступальні особливості

#### Енергетичні щити
Енергетичні щити - первинна технологія захисту, використовувана лінійними крейсерами класу «Дедал». Азгарди поділилися цими технологіями з Тау'рі, після того, як SG-1 внесли свій внесок у боротьбу з реплікатора. Ця технологія була запущена в масове виробництво і встановлена на інші кораблі Тау'рі, що зробило їх набагато більш захищеними, ніж кораблі будь-якої раси, здатної до космічних перельотів галактик Чумацький Шлях і Пегас.

Напад Супер-вулика на Дедал

Щити Азгардів створюють «бульбашку» навколо космічного корабля, який поглинає енергію від вогню зброї. Щити поступово послаблюються під тривалим вогнем, що приводить до зменшення щільності щита. Через це енергетичні імпульси проходять крізь корабель, завдаючи істотної шкоди кораблю. Хоча можна перевести додаткову енергію щита, для посилення його ефективності, але єдиний спосіб відновити непроникність щита - це відключити його і дати матриці перезарядитися.
Ці щити набагато потужніші, ніж щити Гоа'улдів, а також ці щити можуть витримати кілька пострілів з головного знаряддя крейсерів Орай, у той час як інші щити пробиваються з одного пострілу. Однак невідомо, чи здатні ці щити захистити від снарядів Древніх.

#### Маскування

Маскувальна система «Одісея»

Лінійний крейсер класу «Дедал» «Одіссей» був обладнаний системою невидимості Древніх, яка була розроблена доктором Деніелом Джексоном, що знаходився під дією знань Древніх. Хоча у полковника Саманти Картер були деякі неприємності з відключенням невидимості, пізніше вона змогла розробити протокол, що дозволяє приховувати і показувати корабель натиснувши лише декілька кнопок.
Не відомо чи були інші кораблі цього класу обладнані таким пристроєм. Доктор Джексон стверджував, що модуль нульової точки допомагає системі працювати. Можливо він використовував МНТ для створення маскування, або ж просто без модуля цей пристрій був би не таким ефективним. Можливо доктор Джексон використовував приховує пристрій з Стрибуна Древніх.

#### Озброєння
Крейсери класу «Дедал» оснащені 32 лінійними знаряддями. Кілька пострілів здатні знищити стрілу Рейфів, а також завдати шкоди кораблям-вуликам. Хоча ці знаряддя виявилися неефективними проти енергетичних щитів крейсерів Орай. Під час битви при Асурасі, лінійні знаряддя виявилися досить потужними, щоб завдати серйозної шкоди асуранскому лінкору класу «Аврора», незахищеному щитом, в кінцевому підсумку знищивши його.
304-ті оснащені 16 ядерними ракетами, збагаченими наквадахом. Принаймні «Аполлон» несе систему ядерної зброї «Горизонт». В основному кораблі несуть ракети класу Марк III, Марк VIII, і Марк IX.
Плазмово-променеву зброю Азгардів було встановлено на «Одіссей» в 2007 році, коли Азгарди, не бачачи іншого способу вирішити  свою генетичну проблему, віддали свою спадщину Тау'рі і вчинили масове самогубство. Ця зброя дозволило крейсерам ефективніше боротися з кораблями Орай, які вторглися в Чумацький Шлях, почавши свій Хрестовий Похід. Незабаром ця зброя була встановлена на «Аполлон» і «Дедал», що дозволило їм знищувати кораблі-вулики Рейф і асуранскі «Аврори» всього з кількох пострілів.
В альтернативній реальності «Фенікс» також був обладнаний цією зброєю. За допомогою цієї зброї Саманта Картер, яка командувала цим кораблем, успішно знищувала кораблі-вулики в Пегасі навіть швидше, ніж крейсери Орай, а також захищені щитами «Аврори» Асуран. Швидше за все ця зброя була встановлено на всі кораблі цього класу. Плазмово-променева зброя може пробивати енергетичні щити Орай і Асуран.

### Транспортні системи

#### Телепорт Азгардів
Будь-яка матерія, захоплена системою наведення телепорта, зникає в яскраво-білому світі і дематеріалізується в потоці матерії, а потім рематеріалізуется на місці прибуття. На відміну від кільцевих телепортів, які вимагають спеціальні платформи на обох кінцях потоку матерії, телепорт Азгардів може бути переміщений з будь-якого місця і у будь-яке місце.
Приблизно в 2003 році Азгарди надали Тау'рі свою найпоширенішу технологію: систему телепортації. Вперше ця система була встановлена на Прометей, під час ремонту судна. У 2005 році, під час війни Тау'рі проти Рейфів, Азгарди надали землянам оновлену версію телепорта на крейсер класу «Дедал».
Однак інженер Азгардів Герміод встановив запобіжну програму в систему телепорта, яка не дозволяла людям використовувати його як зброю, а тільки в транспортних цілях. Попри це, екіпаж «Дедала» використовував цей телепорт, щоб переміщувати на борт кораблів-вуликів ядерні бомби, знищуючи їх. Однак Рейфи мали системи, що створювали електромагнітні перешкоди, це і заважало системі телепорта націлюватися і телепортувати боєголовку.

#### Кільцевій транспортер
Транспортні кільця (кільцевий телепорт, кільця) - це пристрій для транспортування об'єктів і людей, що використовується багатьма расами, хоча спочатку його розробили Альтерани. Кільцевій телепорт - це свого роду попередник променевої технології Древніх.
На додаток до телепорта Азгардів крейсери класу «Дедал» обладнані транспортними кільцями, як засіб пересування по кораблю і з корабля на планету. Кільцеві транспортери використовуються, щоб транспортувати людей або об'єктів на короткі відстані, як з одного космічного корабля до іншого, або навіть на планету, на орбіті якої знаходиться судно.

### Система руху

#### Субсвітлові двигуни
Субсвітлові двигуни - двигуни, які дозволяють кораблям рухатися у космосі зі швидкістю, що не перевищує швидкість світла.
Тау'рі мають відносно потужнимі субсвітлові двигунами, які встановлені на лінійних крейсерах класу Дедал і Прометей. Субсвітлові двигуни Прометея розганяють його до швидкості приблизно 110,000 миль за секунду (більше половини швидкості світла). Не відомо на яку швидкість здатні 304-е, але з огляду на нинішній рівень технологічного розвитку Тау'рі вона може бути і вище.
Крейсери класу «Дедал» оснащені двома основними ракетними прискорювачами, розташованими на кормі судна. Ці прискорювачі є субсвітловими двигунами.

#### Гіпердвигун
Гіпердвигун дозволяє кораблю відкривати гіперпросторове вікно і рухатися в гіперпросторі. Так судно може перетнути дуже великі відстані, не піддаючись спотворення часу (відносності часу). Гіпердвигуни розрізняються по ефективності за расами: одні швидші, інші повільніші. Більшість гіпердвигунів розроблені для подорожей у межах однієї галактики, але деякі, більш просунуті моделі дозволяють перетинати міжгалактичний простір за той же відрізок часу, що і міжзоряний.
Після того, як Тау'рі допомогли перемогти реплікаторів, Агарди, як подяку надали їм систему міжгалактичного гіпердвигуна. Тепер ця система гіпердвигуна є стандартною на всіх крейсерах класу «Дедал». Однак Тау'рі використовують слабкіші джерела енергії, коли Азгарди використовували нейтрино-іонний генератор для живлення як гіпердвигуна так і всього корабля.
Однак, перед тим як вчинити масове самогубство, Азгарди передали Тау'рі своє найновіше джерело енергії. Хоча невідомо, поліпшило це продуктивність гіпердвигуна, адже до цього «Одіссей» вже використовував МНТ для живлення корабля. Так чи інакше, навіть при недоліку енергозабезпечення, цей гіпердвигун є одним з найшвидших.

## Кораблі цього класу

### Дедал
Перший корабель класу. Корабель під командуванням полковника Стівена Колдвела з'являється в 2 сезоні «Атлантиди», а в перші згадується в SG-1 8x19 «Мобіус (частина 1)». Брав участь у битві над Асурасом і багатьох рейдерських операціях проти рейфів і асуран. Спочатку класифікувався як корабель класу «Прометей», але пізніше класифікацію було змінено.
Використовується для постачання провізії, техніки і персоналу для експедиції Атлантіс, а також прикриття команд експедиції Атлантіс під час небезпечних місій.

### Одісей
Корабель під командуванням полковника Пола Емерсона з'являється у 9 сезоні «SG-1». Брав участь у битві біля супербрами. Після установки МНТ і ядра азгардів став найпотужнішим земним кораблем. За допомогою Деніела Джексона і знань Мерліна, отримав здатність ставати невидимим. Був передано в тимчасове керівництво Кемерону Мітчеллу під час завдання в галактиці Орай (фільм «Ковчег істини») Під час атаки супер-вулика на Землю був на секретній місії, пов'язаної з розвідкою бази «Ікар».
Використовується для прикриття команд SG (в основному SG-1), секретних місій, можливо перевозить наквадаховую і трінієвую руду з копалень на Землю.

### Корольов
Корабель, переданий Росії за угодою про продовження оренди Брам Америкою. Третій корабель класу «Дедал», що знаходився під командуванням полковника Чехова.Був знищений одночасним залпом 2-х материнських кораблів Орай.

### Аполлон
Вперше з'являється в 4 сезоні Атлантиди, командир корабля полковник Ейб Еліс. Корабель, який брав участь у запуску ракетної платформи типу «Горизонт» проти Асураса. Брав участь у боях з асуранами.
Обороняв Землю від 7 материнських кораблів Орай. Серйозно пошкоджено в битві з супер-вуликом.
Використовується для оборони Землі.

### Сунь Цзи
Перша згадка в 5 сезоні Атлантиди. Брав участь у бою з супер-вуликом. Був критично пошкоджений. Екіпажу довелося евакуюватися на «Аполлон».
Належить Китаю.

### Генерал Хаммонд
Цей корабель відповідає «Феніксу» з альтернативної реальності, але перейменований для увічнення пам'яті генерала Хаммонда (Дон Девіс). Вперше згаданий у 5 сезоні «Атлантиди», командир корабля - полковник Саманта Картер. Сам корабель був вперше показаний на початку телесеріалу «Зоряна брама: Всесвіт».

### Фенікс
В альтернативній реальності - корабель, переданий під командування полковника Картер для продовження експедиції в Пегасі після відходу звідти основних сил. Корабель займався рейдерством, знищуючи кораблі рейфів, що намагаються атакувати мирні планети. Під час засідки був сильно пошкоджений трьома вуликами. Полковник Картер телепортували команду на поверхню і направила корабель прямо у вулик. Вибух знищив ще 2 кораблі.